# Wyatt Johnston
Wyatt Johnston (né le 14 mai 2003 à Toronto dans la province de l'Ontario au Canada) est un joueur canadien de hockey sur glace. Il évolue au poste de centre pour les Stars de Dallas dans la Ligue nationale de hockey.

## Biographie

### Carrière mineur
Wyatt termine sa carrière mineure avec les Marlboros de Toronto dans la Greater Toronto Hockey League (en) en 2018-2019. Il inscrit 48 buts et 46 aides pour 94 points lors de sa dernière saison avec l'équipe.

### Carrière junior
Wyatt est repêché au 6e rang au total par les Spitfires de Windsor, lors du repêchage de la Ligue de hockey de l'Ontario(LHO) de 2019. Il marque son premier but en carrière dans la LHO le 21 septembre 2019 contre les Petes de Peterborough dans une victoire 9 à 6. Il inscrit ensuite 12 buts et 18 passes pour un total de 30 points en 53 matchs lors de sa première année avant que la saison ne soit annulée en raison de la pandémie de Covid-19. La saison 2020-2021 de la LHO est annulée pour la même raison. Il est sélectionné 23e choix au total par les Stars de Dallas lors du repêchage d'entrée dans la LNH 2021.

### Carrière professionnelle
Le 28 septembre 2021, il signe un contrat d'entrée dans la LNH avec les Stars de Dallas.

### Carrière internationale
Il représente l'équipe du Canada au niveau international.

## Statistiques

### En club
| Saison     | Équipe               | Ligue      |     | Saison régulière | Saison régulière | Saison régulière | Saison régulière | Saison régulière |    | Séries éliminatoires | Séries éliminatoires | Séries éliminatoires | Séries éliminatoires | Séries éliminatoires |
| Saison     | Équipe               | Ligue      | PJ  | B                | A                | Pts              | Pun              | PJ               | B  | A                    | Pts                  | Pun                  |                      |                      |
| 2019-2020  | Spitfires de Windsor | LHO        | 63  | 33               | 38               | 71               | 20               | -                | -  | -                    | -                    | -                    |                      |                      |
| 2020-2021  | Spitfires de Windsor | LHO        | 0   | 0                | 0                | 0                | 0                | -                | -  | -                    | -                    | -                    |                      |                      |
| 2021-2022  | Spitfires de Windsor | LHO        | 68  | 46               | 78               | 124              | 26               | 25               | 14 | 27                   | 41                   | 12                   |                      |                      |
| 2022-2023  | Stars de Dallas      | LNH        | 82  | 24               | 17               | 41               | 20               | 19               | 4  | 2                    | 6                    | 4                    |                      |                      |
| 2023-2024  | Stars de Dallas      | LNH        | 82  | 32               | 33               | 65               | 38               | 19               | 10 | 6                    | 16                   | 2                    |                      |                      |
| Totaux LNH | Totaux LNH           | Totaux LNH | 164 | 56               | 50               | 106              | 58               | 38               | 14 | 8                    | 22                   | 6                    |                      |                      |

### En équipe nationale
| Année | Équipe          | Compétition                          |   | PJ | B | A | Pts | Pun               |  | Résultat |
| 2020  | Canada - 20 ans | Défi mondial des moins de 17 ans     | 5 | 2  | 3 | 5 | 14  | Médaille d'argent |  |          |
| 2021  | Canada - 18 ans | Championnat du monde moins de 18 ans | 7 | 2  | 2 | 4 | 4   | Médaille d'or     |  |          |

### LNH
- 2022-2023 : sélectionné dans l'équipe d'étoiles des recrues